# پرسی اولیوارس
پرسی اولیوارس (انگلیسی: Percy Olivares؛ زادهٔ ۵ ژوئن ۱۹۶۸) بازیکن سابق فوتبال اهل پرو است. او پدر فوتبالیست کریستوفر اولیوارس است.
وی همچنین در تیم ملی فوتبال پرو بازی کرده‌است.